# 圣皮耶罗-阿谢韦
圣皮耶罗-阿谢韦（義大利語：San Piero a Sieve），原为意大利托斯卡纳大区佛罗伦斯省的一个市镇。总面积36平方公里，人口4239人，人口密度117.8人/平方公里（2009年）。ISTAT代码为048040。
2014年1月1日，圣皮耶罗-阿谢韦和斯卡尔佩里亚市镇合并为新的斯卡尔佩里亚和圣皮耶罗市镇。